# Picauville
Picauville település Franciaországban, Manche megyében. Lakosainak száma 3222 fő (2022. január 1.). Picauville Le Ham, Fresville, Neuville-au-Plain, Sainte-Mère-Église, Beuzeville-la-Bastille, Liesville-sur-Douve, Appeville, Montsenelle, Varenguebec, La Bonneville, Étienville és Orglandes községekkel határos.

## Népesség
A település népességének változása:
| Lakosok száma | 3334 | 3278 | 3270 | 3263 | 3251 | 3237 | 3222 |
|               | 2015 | 2017 | 2018 | 2019 | 2020 | 2021 | 2022 |